# أكوا ألتا

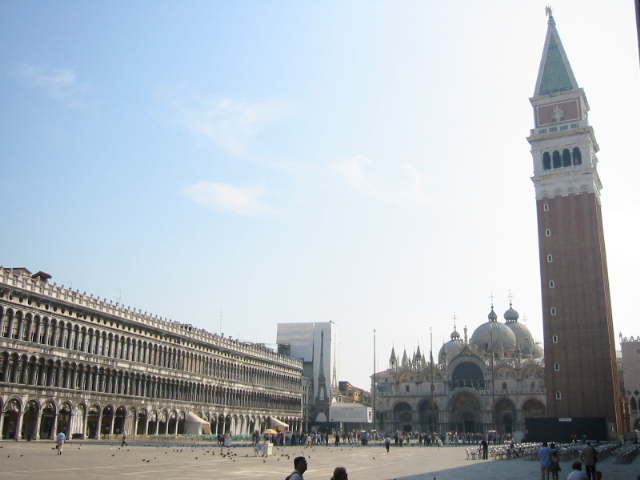
ميدان سان ماركو قبل الأكوا ألتا

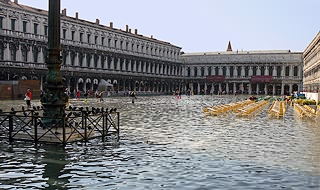
ميدان سان ماركو بعد الأكوا ألتا.

أكوا ألتا (حرفيًا، "الماء العالي") هو المصطلح المستخدم في إقليم فينيتو بلهجة البندقية لظاهرة المد والجزر الاستثنائية التي تحدث بشكل دوري في شمال البحر الأدرياتيكي بين فصل الخريف وبداية الربيع.
إذ تصل المياه إلى أقصى ارتفاع لها في بحيرة البندقية في تلك الفترة، مما يتسبب في فيضانات جزئية في مدينة البندقية وكيودجا وأماكن أخرى مثل غرادو وترييستي لكن في كثير من الأحيان بقدر أقل، مما يجعل من الصعب التحرك في شوارع البندقية والمساحات المفتوحة حول مباني المدينة حيث تغمر الظاهرة غالبًا الأجزاء السفلية من المدينة خاصة ميدان سان ماركو.

## الأسباب

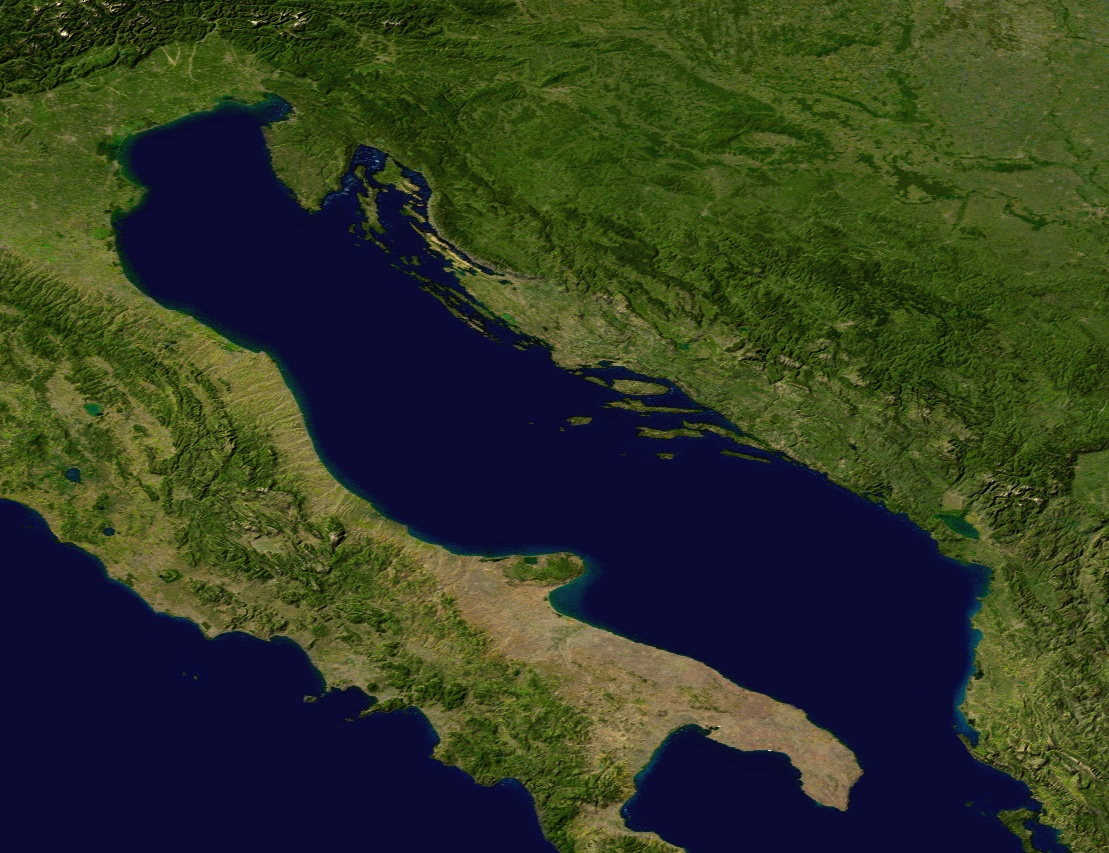
صورة لالأقمار الصناعية تسلط الضوء على الشكل المستطيل الطويل والضيق للبحر الأدرياتيكي الذي يعد مصدر حركة المياه المتذبذبة على طول المحور الثانوي. ويكمل التذبذب، الذي تبلغ مدته 21 ساعة و 30 دقيقة وسعته حوالي 0.5 متر عند أطراف المحور، دورة المد والجزر الطبيعية بحيث يتعرض البحر الأدرياتيكي لأحداث مد أعنف بكثير من بقية البحر المتوسط.

يشير مصطلح أكوا ألتا في الاستخدام الشائع إلى ظاهرة عامة. إذ توجد من الناحية الفنية تعريفات أكثر صرامة له، بناءً على مستوى تجمع المد والجزر وهي:
- المد المستمر (marea sostenuta) عندما يتراوح مستوى المد والجزر بين +80 سم و +109 سم على مقياس المد والجزر (متوسط مستوى سطح البحر المقاس في عام 1897) ؛
- المد القوي جدًا (marea molto sostenuta) عندما تكون القيمة بين +110 سم و +139 سم ؛
- الأكوا ألتا الاستثنائية (قيمة الاستحواذ الاستثنائي) (acqua alta eccezionale) عندما تصل القيمة أو تتجاوز +140 سم.

يتم تحديد مستوى المد والجزر بواسطة ثلاثة عوامل مساهمة:
- المد الفلكي وهو المد الذي يعتمد على حركة ومحاذاة الأجرام السماوية خاصةً القمر ونسبة صغيرة من الشمس. بالإضافة إلى الكواكب الأخرى هامشيًا (مع انخفاض التأثيرات بالنسبة إلى بعدها عن الأرض)؛ مساهمة كل هذه العوامل معروف جيدًا ويخضع لقوانين الميكانيكا الفيزيائية، ويمكن حسابها أو التنبؤ بها بدقة عالية على المدى الطويل (حتى سنوات أو عقود).
- المكون الجيوفيزيائي والذي يعتمد بشكل أساسي على الشكل الهندسي للحوض الذي يضخم المكون الفلكي أو يقلل منه، ولأنه يعتمد على قوانين الميكانيكا الفيزيائية يمكن أيضًا حسابه والتنبؤ به بدقة على المدى الطويل (حتى سنوات أو عقود).[2]
- مساهمة الأرصاد الجوية والتي تعتمد على العديد من العوامل المتغيرة منها اتجاه وشدة الرياح، الضغط الجوي، هطول الأمطار، وغيرها، اجتماع كل هذه العوامل وارتباطها المعقد الذي تنظمها قوانين الاحتمالات المادية، يجعلها عشوائية لا يمكن توقعها إلا من خلال النماذج الإحصائية وبالتالي، لا يمكن التنبؤ بهذا العنصر إلا على المدى القصير للغاية، وهو المحدد الرئيسي لحالات الطوارئ المتعلقة بالأكوا ألتا التي تصيب سكان البندقية.[3]